# 柳橋慕情
『柳橋慕情』（やなぎばしぼじょう）は、2000年8月21日から2000年12月18日までNHK「時代劇ロマン」で放送されたテレビドラマ。

## スタッフ
- 原作：山本周五郎『柳橋物語』、『ちゃん』、『嘘はつかねぇ』、『人情裏長屋』、『一両千両』ほか
- 脚本：大野靖子
- 演出：門脇正美、加藤拓、中村高志、田中英治、一色隆司
- 音楽：S.E.N.S.

## キャスト
- おせん - 若村麻由美
- 幸太 - 吉田栄作
- 庄吉 - 田中実
- おもん - 井上晴美
- 権二郎 - 吹越満
- 重吉 - 左とん平
- 源六 - 内藤武敏
- 松村信兵衛 - 滝田栄
- お鶴 - 藤村志保
- 松助 - 徳井優
- お梅 - 本仮屋ユイカ
- 神谷小十郎 - 小西博之
- およね - 麻乃佳世
- おらく - 安田ひろみ
- 長松 - 宮内乙
- 平七 - 織本順吉
- 巳之吉 - 苅谷俊介
- お蝶 - 松本留美
- 喜助 - 柳ユーレイ
- 勘十 - 斎藤洋介
- おつま - 金久美子
- 正太郎 - 羽場裕一
- 平吉 - 鈴木祐二
- お常 - 原日出子
- おぶん - 雛形あきこ
- 重助 - 奥村公延
- 松造 - 井川比佐志
- おみき - つるぎみゆき
- 友助 - 田山涼成
- おたか - 市毛良枝

ほか

## 放送時間
- 21時15分から22時まで

## サブタイトル
- 第1回 「愛がはじまる日」（8月21日放送）
- 第2回 「迷い道迷い人」（8月28日放送）
- 第3回 「噂のふたり」（9月4日放送）
- 第4回 「いちばん大切な人」（9月11日放送）
- 第5回 「運命の予感」（10月2日放送）
- 第6回 「炎の恋」（10月9日放送）
- 第7回 「非情の街角」（10月16日放送）
- 第8回 「忘れえぬ記憶」（10月23日放送）
- 第9回 「いちずな恋心」（10月30日放送）
- 第10回 「疑われた愛」（11月6日放送）
- 第11回 「母と子の絆」（11月13日放送）
- 第12回 「真実の証」（11月27日放送）
- 第13回 「不思議なめぐり逢い」（12月4日放送）
- 第14回 「ちぎれた望み」（12月11日放送）
- 第15回 「愛しい人よ」（12月18日放送、前編は午後8時から午後8時45分まで）
- 第16回 「優しさが勝つ日」（12月18日放送、後編は午後9時15分から午後10時まで）

## 受賞
- 第38回ギャラクシー賞個人賞受賞（若村麻由美）